# In-Quest
In-Quest byla belgická death metalová hudební skupina založená v roce 1994 ve městě Turnhout. Navazovala na kapelu Color Of Noise, kterou v roce 1987 založil Laurent Swaan a která se o rok později přejmenovala na System Shit. Skupina In-Quest zanikla v roce 2014.
Debutové studiové album Extrusion : Battlehymns vyšlo v roce 1997 pod hlavičkou nizozemského vydavatelství Teutonic Existence Records. Během své existence kapela vydala celkem šest dlouhohrajících alb, dvě EP a několik dalších nahrávek.

## Diskografie

### Dema
- Xylad Valox (1995)

### Studiová alba
- Extrusion : Battlehymns (1997)[1]
- Operation : Citadel (1999)
- Epileptic (2004)
- The Comatose Quandaries (2005)
- Made Out of Negative Matter (2009)
- Chapter IIX: The Odyssey of Eternity (2013)

### EP
- Destination : Pyroclasm (2003)
- The Liquidation Files (2010)

### Kompilace
- CHRONIQLE (2013)

### Singly
- Neo-Pseudo Existence (2013)

### Split nahrávky
- Rewarded with Ingratitude / Infernal Hatred (2013) – split s řeckou kapelou Sarcastic Terror